# Senoculus rubromaculatus
Senoculus rubromaculatus är en spindelart som beskrevs av Eugen von Keyserling 1879. Senoculus rubromaculatus ingår i släktet Senoculus och familjen Senoculidae.
Artens utbredningsområde är Peru. Inga underarter finns listade i Catalogue of Life.